# Shelby Wilson
Shelby Autrie Wilson (Ponca City, 14 luglio 1937) è un ex lottatore statunitense specializzato nella lotta libera. Si è aggiudicato l'oro alle Olimpiadi di Roma del 1960 nella categoria dei pesi leggeri.
Ai Campionati degli Stati Uniti del 1960 finì al terzo posto ma, al successivo raduno di allenamento pre-olimpico, Wilson sconfisse sia il primo che il secondo classificato dei Campionati statunitensi, guadagnandosi il diritto a partecipare alle Olimpiadi di Roma 1960, durante le quali vinse la medaglia d'oro nella categoria dei pesi leggeri. I Giochi Olimpici di Roma 1960 furono il primo grande torneo internazionale vinto da Wilson.
In seguito divenne un allenatore di lotta libera presso le scuole superiori.